# 南條站
南條站（日语：／ Nanjō eki）是位於福井縣南條郡南越前町西大道19番42號，福井幸福鐵道的Hapi-line Fukui線車站。

## 車站構造

### 站房
兩層高的水泥站房，為與「南越前町商工會館」結合在一起的複合式站房。設有自動售票機、IC卡增值機的車站大堂、出入口及設有簡易式的IC卡專用閘機的閘口皆設於地下。

### 月台
設有側式月台及島式月台各1個，但由於位於中央、即島式月台內側的路軌已被撤走，而月台邊亦以欄柵所封鎖，所以只能提供2線2面。此站設有引上線，讓維修車輛停泊（只可向武生方向出發）。
月台之間設有行人隧道連接。
JR管理年代時，本站由福井地域鐵道部管理，設有POS終端，為簡易委託車站。
| 月台 | 路線               | 上下行 | 方向           |
| ---- | ------------------ | ------ | -------------- |
| 1    | ■Hapi-line Fukui線 | 上行   | 敦賀方向       |
| 2    | ■Hapi-line Fukui線 | 下行   | 福井、金澤方向 |

- 在引入ICOCA後，此站開始編排月台編號，已撤走的中線沒有編排月台編號。

## 歷史
- 1896年7月15日：官設鐵道北陸線敦賀站至福井站之間開業，此站啟用。當時車站名為鯖波站（日语：／，一般車站），站名取自鄰近的鯖波宿場町[2]。
- 1909年10月12日：制定路線名稱，此站成為北陸本線車站。
- 1973年4月1日：車站改名為南條站。
- 1984年2月1日：終止貨物起卸業務。
- 1987年4月1日：伴隨國鐵分割民營化，車站由西日本旅客鐵道（JR西日本）營運。
- 2018年9月15日：此站可以使用ICOCA[1][3]。（截至2018年11月，此站不可為ICOCA增值）
- 2024年3月16日：隨北陸新幹線延伸至敦賀，車站改由福井幸福鐵道營運。

## 使用狀況
根據「福井縣統計年鑑」，以下列出近年1日平均乘車人次。
| 年度   | 一日平均 乘車人次 |
| ------ | ----------------- |
| 1997年 | 466               |
| 1998年 | 452               |
| 1999年 | 421               |
| 2000年 | 419               |
| 2001年 | 411               |
| 2002年 | 396               |
| 2003年 | 381               |
| 2004年 | 370               |
| 2005年 | 368               |
| 2006年 | 360               |
| 2007年 | 356               |
| 2008年 | 366               |
| 2009年 | 351               |
| 2010年 | 332               |
| 2011年 | 316               |
| 2012年 | 321               |
| 2013年 | 335               |
| 2014年 | 330               |
| 2015年 | 331               |
| 2016年 | 348               |
| 2017年 | 342               |
| 2018年 | 330               |

## 車站周邊
- 杣山（日语：杣山 (福井県)）
- 妙泰寺 - 日蓮宗的名刹
- 南越前町公所
- 南越前町立南條小學
- 南越前町立南條中學
- Waterland南條
- 南條郵局
- 國道365號（日语：国道365号）
- 福井縣道203號池田南條線（日语：福井県道203号池田南条線）
- 北陸自動車道 - 南條服務區、南條智能交匯處

## 路線巴士
南條居民使用福祉巴士
- 日野川西部地區方向（逢星期二、四運行）
- 日野川東部地區方向（逢星期三、五運行）
  - 在運行日設有數班。假日與年尾年頭暫停服務。車費中，每次乘車100日圓（小童免費）。

## 相鄰車站
Hapi-line Fukui
■Hapi-line Fukui線
快速（早上下行、晚上上行各1班）
通過
快速（其他班次）
敦賀－南條－武生
普通
湯尾－南條－王子保

## 外部連結
- 南條站 - Hapi-line Fukui （页面存档备份，存于）（日語）